# Trave (Schiff, 1928)

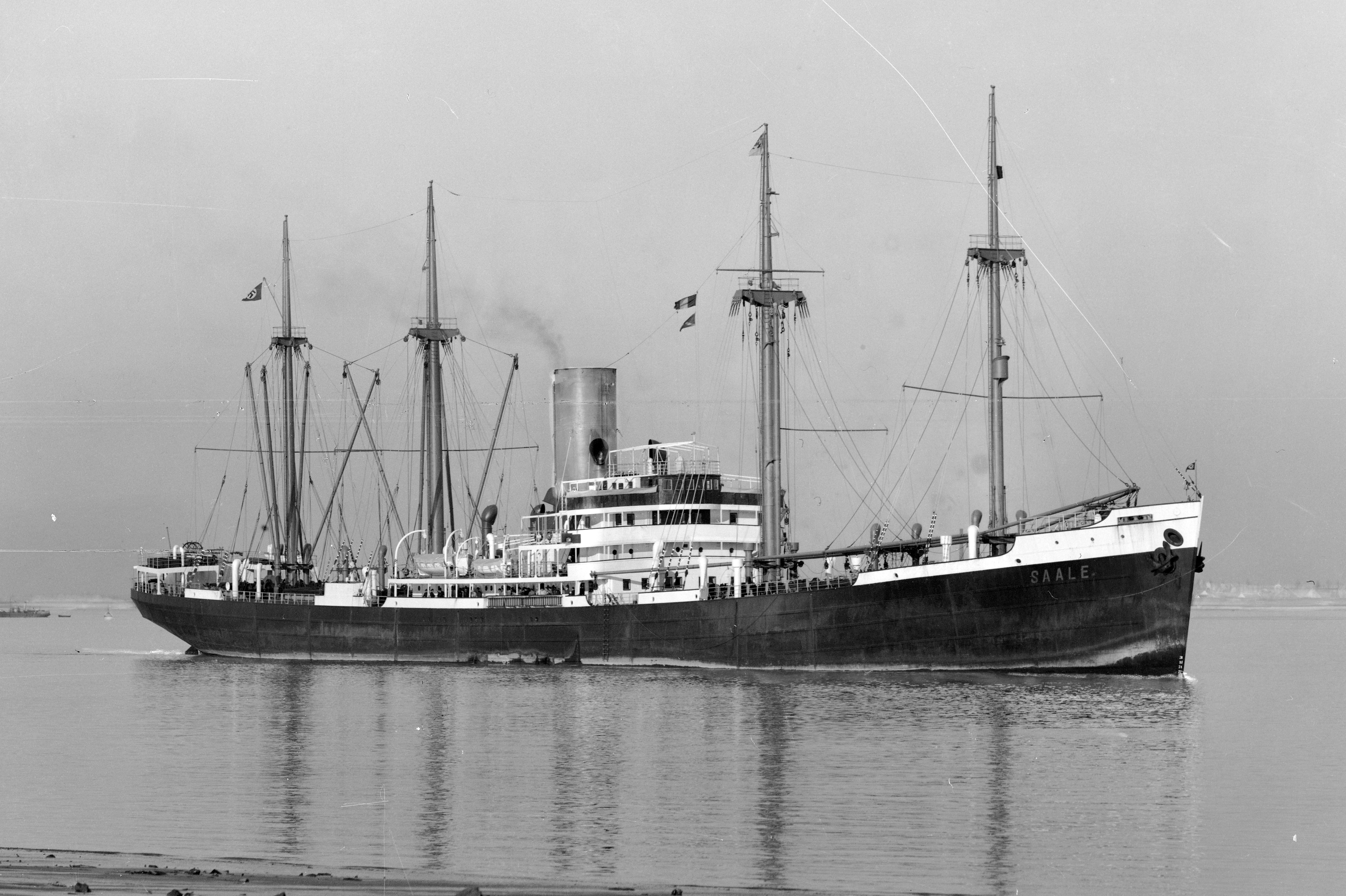
Das Schwesterschiff Saale

Die zweite Trave des Norddeutschen Lloyd (NDL) in Bremen war das zehnte Schiff einer Schnellfrachterserie für den Ostasiendienst. Die als einziges Schiff der Serie bei der AG Vulcan in Stettin gebaute Trave war das erste Motorschiff der Serie. 1938 wurde das Schiff, wie die beiden von Schichau gelieferten Schwesterschiffe, auf der AG Weser verlängert und erhielt eine neue Maschinenanlage. Alle drei Schiffe wurden umbenannt, und die Trave kam als Regensburg wieder in Dienst.
Bei Kriegsausbruch 1939 befand sich das Schiff in Ostasien und wurde von der Etappe Japan für Versorgungsfahrten für deutsche Hilfskreuzer herangezogen. 1943 sollte die Regensburg in die Heimat mit einer Ladung kriegswichtiger Güter durchbrechen. Sie wurde in der Dänemarkstraße vom britischen Leichten Kreuzer Glasgow gestellt und versenkte sich bei dessen Annäherung am 30. März 1943 selbst. Von den 118 Mann an Bord des Blockadebrechers konnte der Kreuzer nur sechs lebend retten.

## Geschichte
Ab 1926 beschaffte der Norddeutsche Lloyd eine Serie von Schnellfrachtern für seinen Ostasien-Dienst, die eine Dienstgeschwindigkeit von 13,5 kn erreichten. Während die beiden ersten Schiffe (Franken, Schwaben) noch traditionell nach deutschen Landschaften benannt wurden, erhielten die weiteren Neubauten Namen deutscher Flüsse, wie sie der NDL für seine ersten Schnelldampfer verwandt hatte. Insgesamt wurden bis 1930 fünfzehn Neubauten für den NDL fertiggestellt.

Die Trave wurde als zehntes Schiff der Serie 1928 fertiggestellt. Ihre auch nach dem Fluss Trave in Holstein benannte Namensvorgängerin war ein Schnelldampfer, der von 1886 bis 1908 im Dienst des NDL war.
Die neue Trave war das erste Motorschiff der Baureihe und der einzige von der AG Vulcan in Stettin fertiggestellte Schnellfrachter. Der NDL hatte bis dahin mit den Frachtschiffen Erfurt (1923, 4201 BRT), Königsberg (1924, 6466 BRT) und dem Kombischiff Fulda (1924, 9415 BRT) erst drei Motorschiffe erhalten. Die Trave wurde von einem 6-Zylinder-MAN-Dieselmotor von 4600 PSe angetrieben, der ihr eine Dienstgeschwindigkeit von 13 Knoten gab.

Zwei sehr ähnliche Motorschiffe (Saale, Havel) wurden zeitgleich von Schichau in Danzig gebaut, die von einem 10-Zylinder-Sulzer-Schichau-Dieselmotor mit einer Leistung von 4500 PSe angetrieben wurden.
Nach diesen Schiffen bestellte der NDL die nächsten drei Schiffe der Baureihe wieder mit einer Expansions-Dampfmaschine, ergänzt durch eine Abdampfturbine.
1934 erwarb der NDL noch zwei in Kiel für norwegische Rechnung gebaute Motorschiffe (Elbe, Weser) mit einer Dienstgeschwindigkeit von 17 Knoten, die ebenfalls der Klasse zugerechnet wurden.
1938 wurden die drei Motorschiffe der ursprünglichen Bestellung umfassend modernisiert. Bei der AG Weser wurden sie um 10 Meter verlängert und erhielten eine neue Antriebsanlage mit zwei auf ein Getriebe wirkenden MAN-Dieseln. Bei Indienststellung nach dem Umbau erhielten die Schiffe auf -burg endende Städtenamen.
Als zweites Schiff kam die Trave am 4. Juli 1938 als Regensburg wieder in Dienst. Zwei neue 8-Zylinder-Motoren gaben ihr eine Antriebsleistung von 10000 PSe und ermöglichten eine Dienstgeschwindigkeit von 16,5 kn.
Die Regensburg wurde weiterhin auf der Stammstrecke eingesetzt und befand sich am 3. September 1939 in Yokohama.

### Kriegseinsätze
Die Regensburg wurde der Kriegsmarine-Etappe Japan zugeteilt, deren wichtigste Aufgabe im Jahr 1940 die Unterstützung der in den Pazifik vorgestoßenen Hilfskreuzer Orion und Komet war. Sie verließ Yokohama am 27. September 1940 mit 2800 t Heizöl und mit Proviant und lief zum Atoll Ailinglapalap der Marshallinseln, wo sie bis zum 10. Oktober auf die Orion wartete. Da die ebenfalls als Versorger vorgesehene Weser des NDL schon wenige Stunden nach dem Auslaufen aus Manzanillo (Mexiko) durch einen kanadischen Hilfskreuzer aufgebracht worden war, liefen die Orion und die Regensburg sofort weiter nach Lamotrek in den Karolinen, um dort die Komet und den ihr aus Japan gesandten Versorger Kulmerland zu treffen. Am 18. Oktober trafen die vier Schiffe, alle oberflächlich als Japaner getarnt, zusammen. Die Regensburg lief danach zurück nach Japan, um für die Orion dringend benötigte Ersatzteile zu beschaffen, während die drei anderen Schiffe im Verband die Südsee absuchten.
Am 20. Dezember 1940 verließ die Regensburg erneut Yokohama, um bei Lamotrek die Orion mit Proviant und den benötigten Ersatzteilen zu versorgen. Mit ihr zusammen wartete der ehemals norwegische Tanker Ole Jacob auf die Orion. Diese Prise der Atlantis war mit ihrer Ladung Flugbenzin und wichtigen Unterlagen nach Japan geschickt worden. Im Tausch gegen die Unterlagen und das Benzin war der Tanker jetzt mit Treibstoff für die deutschen Hilfskreuzer und anderen Versorgungsgütern beladen. Die Regensburg gab ihre Versorgungsgüter an die Orion und die Ole Jacob ab und verließ den Treffpunkt unmittelbar nach Neujahr, um weitere Güter in Japan zu beschaffen.
Am 12. Januar 1941 verließ sie ein drittes Mal Japan mit Versorgungsgütern und Wasser für die Orion, die nun bei Maug im Norden der Marianen lag, um weit abseits der Schifffahrtswege eine umfassende Überholung durchzuführen. Bei war ihr künftiger Versorger Ole Jacob. Mit Frischwasser und Lebensmitteln traf auch noch die Münsterland aus der Etappe Japan ein, die auch ein neues Bordflugzeug vom Typ Nakajima E8N-1 mitbrachte, da die alten Maschinen nicht mehr einsetzbar waren. Die Orion und die Ole Jacob verließen Maug am 6. Februar, während die beiden Versorger zurückblieben.
Die Regensburg lief dann nach Dairen, wo sie zum Blockadebrecher ausgerüstet wurde. Mit einer Ladung Rohgummi und Fetten verließ sie unter Kapitän Kurt Harder Dairen am 5. Mai 1941 und traf am 27. Juni als zweiter Blockadebrecher aus Japan nach der Ermland in Bordeaux im von den Deutschen besetzten Frankreich ein.
Im Oktober verlegte sie nach Nantes, wo sie überholt wurde, um als Blockadebrecher wieder nach Japan zu laufen. Dabei wurden die Brücke leicht gepanzert und zusätzliche Kabinen für die Besatzung eingebaut. Im Februar 1942 verließ sie Bordeaux in Richtung Fernost mit einer Ladung Turbinen, Farbstoffen und anderen für Japan wichtigen Gütern. Unterwegs versorgte die Regensburg den im Januar zu seiner zweiten Fahrt ausgelaufenen Hilfskreuzer Thor. Sie erreichte Yokohama am 7. Juli 1942 als achtes aus Europa entsandtes Schiff des Marine-Dienstes.
Die erste Versorgung der Thor aus der Regensburg fand vom 24. bis 27. März nördlich von Tristan da Cunha kurz nach dem ersten Erfolg des Hilfskreuzers statt. Erst am 4. Mai trafen die Schiffe im südlichen Indischen Ozean erneut zusammen. Die Regensburg gab Vorräte an den Hilfskreuzer ab und übernahm 162 Gefangene von den bislang fünf Opfern der Thor. Der Blockadebrecher nutzte seine mögliche Höchstgeschwindigkeit auf der Reise nicht, um Treibstoff zu sparen; nur in kritischen Seegebieten wurde die mögliche Höchstgeschwindigkeit genutzt.
Am 10. Mai gelang es der Thor, das 7130 BRT große australische Kombischiff Nankin zu kapern, das mit 162 Passagieren und 180 Besatzungsangehörigen auf dem Weg nach Bombay war. Man gab dem Schiff den Namen Leuthen, und alle Gefangenen kamen auf die Prise. Die Vorräte der herbeigerufenen Regensburg wurden verteilt, und dann wurde die Regensburg mit der Prise nach Japan entlassen.
Der im Juli dort eingetroffene Blockadebrecher wurde in Yokohama entladen und ging dann nach Kobe, um Wal- und Kokosöl für die Heimreise zu übernehmen. Am 14. September 1942 begann die Regensburg ihre Rückfahrt nach Europa. Balikpapan wurde zur Übernahme von Treibstoff angelaufen und dann Batavia, wo Chinin der Ladung hinzugefügt wurde. Als letzter Hafen im japanischen Machtbereich wurde Singapur angelaufen, wo die Laderäume mit Rohgummi und Zinkerz gefüllt wurden. Am 9. Oktober lief das Schiff dort aus und ging durch die Sundastraße in den Indischen Ozean. Dort wurde die Regensburg durch das US-Unterseeboot USS Searaven angegriffen. Von dessen fünf Torpedos traf einer im Vorschiff. Mit vollgelaufenen vorderen Laderäumen gelang es der Regensburg noch, Batavia zu erreichen, wo sie praktisch ohne Freibord einlief. Mit Tauchern fand dort eine Notreparatur statt und das Schiff ging dann wieder nach Singapur, wo es entladen und repariert wurde. Die Ladung wurde von der Rhakotis übernommen, der der Durchbruch nach Südfrankreich jedoch nicht gelang.

### Die letzte Fahrt derRegensburg
Nach der Reparatur nahm die Regensburg erneut 9000 Tonnen Ladung auf (4500 t Rohgummi, 3785 t Kokos- und Walöl, 500 t Zinn, 100 t Wolframerz, 100 t Tee) und verließ Singapur am 30. Januar 1943 mit 116 Mann an Bord. Neben der üblichen Besatzung waren auch ehemalige Besatzungsmitglieder der Uckermark und der Doggerbank an Bord, sowie ein Marinearzt und 15 Marinesoldaten für die vorhandenen Bordwaffen: Die Regensburg führte ein typisches britisches 4-Zoll-Geschütz am Heck und zwei britische 40-mm-Bofors-Flugabwehrgeschütze in den Brückenflügeln. Am Heck gab es auch zwei Nebelkanister. Das Schiff lief noch Batavia an, übernahm dort noch 15 Tonnen Chinin und lief am 6. Februar 1943 zusammen mit der Weserland (ex Ermland) aus. Diese wurde jedoch schon bald zurückgelassen.
Am 28. Februar wurde das im Südatlantik befindliche Schiff angewiesen, durch die Dänemarkstraße und entlang der norwegischen Küste nach Stettin zu laufen. Am 22. März wurde ihm ein Treffpunkt mit U 302 übermittelt, mit dem die Regensburg schon am folgenden Tag zusammentraf. Das U-Boot gab dem Blockadebrecher ein Funkmessbeobachtungsgerät vom Typ Metox mit zwei Bedienern sowie Kartenmaterial und Identifizierungszeichen für den Rest der Reise ab.
Am 28. März lief die Regensburg in die Dänemarkstraße ein und erhöhte ihre Geschwindigkeit auf 15 Knoten. In der Morgendämmerung des 30. März explodierte vor dem Schiff eine Leuchtgranate und die Regensburg wurde sofort deckend unter Artilleriefeuer genommen. Der Kommandant Harder ließ signalisieren, dass er stoppen würde, und befahl die Versenkung und Räumung der Regensburg. Aber nur ein Rettungsboot konnte erfolgreich in das eiskalte Wasser gebracht werden. Die Besatzung versuchte sich auf Flöße zu retten. Der Leichte Kreuzer HMS Glasgow versenkte das deutsche Schiff auf 66° 41′ 0″ N, 25° 31′ 0″ W mit Artillerie und einem Torpedo. Aus der rauen See konnten nur sechs der 118 Mann an Bord der Regensburg gerettet werden. Der Erfolg der Glasgow war auf die britische Funkaufklärung (Ultra) zurückzuführen.

## Schicksal der von Schichau gelieferten Motorfrachter
| Stapellauf in Dienst  | Name  | Tonnage            | BauNr. | Schicksal |
| --------------------- | ----- | ------------------ | ------ | --- |
| 12.05.1928 26.07.1928 | Saale | 7262 BRT 10600 tdw | 1197   | Jungfernfahrt an die Westküste der USA, erst 1930 erstmals nach Ostasien, 4. Oktober 1938 als letzter Umbau umbenannt in Marburg wieder in Fahrt, 1939 in Neapel aufgelegt, 1940 nach Venedig, ab Oktober 1940 als Transporter im Einsatz, 21. Mai 1941 vor Cap Dukato südwestlich der Insel Lefkas nach Minentreffer gesunken |
| 9.08.1928 10.10.1928  | Havel | 7256 BRT 10667 tdw | 1198   | auch nach Australien eingesetzt, 4. März 1938 als erster Umbau umbenannt in Coburg wieder in Fahrt, 1939 in Massaua aufgelegt, 17. Februar 1941 ausgelaufen zu einem Treffen mit dem Hilfskreuzer Atlantis, am 4. März 1941 selbstversenkt, als der australische Schwere Kreuzer Canberra die Coburg stellt.                   |